# Хелиозои
Хелиозоите (Heliozoa) са вид едноклетъчни животни (Protozoa) с планктонна форма. Те са сладководни организми, живеещи основно в богати на кислород чисти води. Имат сферична форма с радиално излизащи от тялото цитоплазмени нишки – псевдоподи. В центъра на всеки псевдопод има надлъжно разположена плътна нишка, която му придава устойчивост и здравина.
Тялото на хелиозоите е разделено на две части – централна и външна част. Централната част съдържа едно или няколко ядра и е с много фина структура. Във външната част в цитоплазмата са разположени свивателните вакуоли, поради което нейната структура изглежда зърнеста. Тази периферна част на хелиозоите изпълнява хидростатични функции. При уголемяване размера на вакуолите, организмът изплува към повърхността. От своя страна свивателните вакуоли са разположени в повърхността на външния слой.
Хелиозоите се хранят с едноклетъчни организми като ресничести, камшичести и други, но понякога в групи изсмукват меките части от тялото на рачета и техните ларви. Те парализират своите жертви посредством радиалните си псевдоподи и впоследствие всмукват цитоплазмата им.
Размножението на хелиозоите протича чрез деление, чрез пъпкуване на две или на четири. При някои видове се наблюдава и т.н. полов процес, който се състои в сливане на клетки, образувани от един майчин индивид.